# Нижний Лебяжий мост
Ни́жний Лебя́жий мост (Ни́жне-Лебя́жий; бывший 1-й Цари́цынский мост) — автодорожный железобетонный арочный мост через Лебяжью канавку в Центральном районе Санкт-Петербурге, соединяет острова 1-й Адмиралтейский и Летний Сад. Объект культурного наследия России федерального значения.

## Расположение
Расположен по северной (нечётной) набережной реки Мойки, у устья Лебяжей канавки. Мост находится в сосредоточении исторических мест: непосредственно у Михайловского сада, Летнего сада, Марсова поля и ансамбля Инженерного (Михайловского) замка. Образует ансамбль с расположенным рядом 1-м Садовым мостом через реку Мойку.
Выше по течению Лебяжьей канавки находится Верхний Лебяжий мост. 
Ближайшая станция метрополитена — «Гостиный двор»

## Название
В XVIII — начале XIX века носил название 1-го Цари́цынского (по расположенному рядом Царицыну лугу). С 1828 года мост назывался Лебяжьим, Летним или Лебяжьим деревянным. Современное название известно с 1849 года. В конце 1920-х годов появился вариант Нижне-Лебяжий мост.

## История
Деревянный подъёмный мост на этом месте был построен инженером Х. ван Болесом между 1720 и 1733 годами. К 1760-м он был заменён балочным. Новый каменный мост был построен в 1835—1837 годах (инженеры П. П. Базен, А. Д. Готман, А. И. Ремизов). Пролётное строение представляло собой лучковый пологий гранитно-кирпичный свод с прокладными рядами из известняковых плит и гранитными арками по фасадам. Ограждение представляло собой чугунные перила оригинального рисунка. Возможно, архитектурное оформление моста разработано при участии К. Росси. В 1846 году из-за осадки свода мост был перестроен в тех же материалах с сохранением внешнего облика.
В 1890-х годах в кирпичном своде обнаружились серьезные дефекты: кирпичная кладка на нижней поверхности начала разрушаться и падать в воду. Общее состояние моста также было неудовлетворительное. До 1917 года было составлено несколько проектов реконструкции моста, но все они не были осуществлены. В 1924 году было принято решение о капитальном ремонте моста. В 1924—1926 годах пролётное строение моста было заменено на железобетонный монолитный облицованный гранитом бесшарнирный эллиптический свод (инженеры Б. Д. Васильев, А. Л. Соларева). Внешний вид и перила моста были сохранены.
В 2001—2002 годах выполнен капитальный ремонт моста. Заказчиком работ выступил Комитет по благоустройству и дорожному хозяйству Петербурга, генподрядчиком — ЗАО "РПНЦ" "Специалист". В ходе работ заменена гидроизоляция, уложено новое асфальтобетонное покрытые проезжей части, отреставрировано перильное ограждение, переложены гранитные плиты тротуаров.